# Commanderie des Costes du Rhône

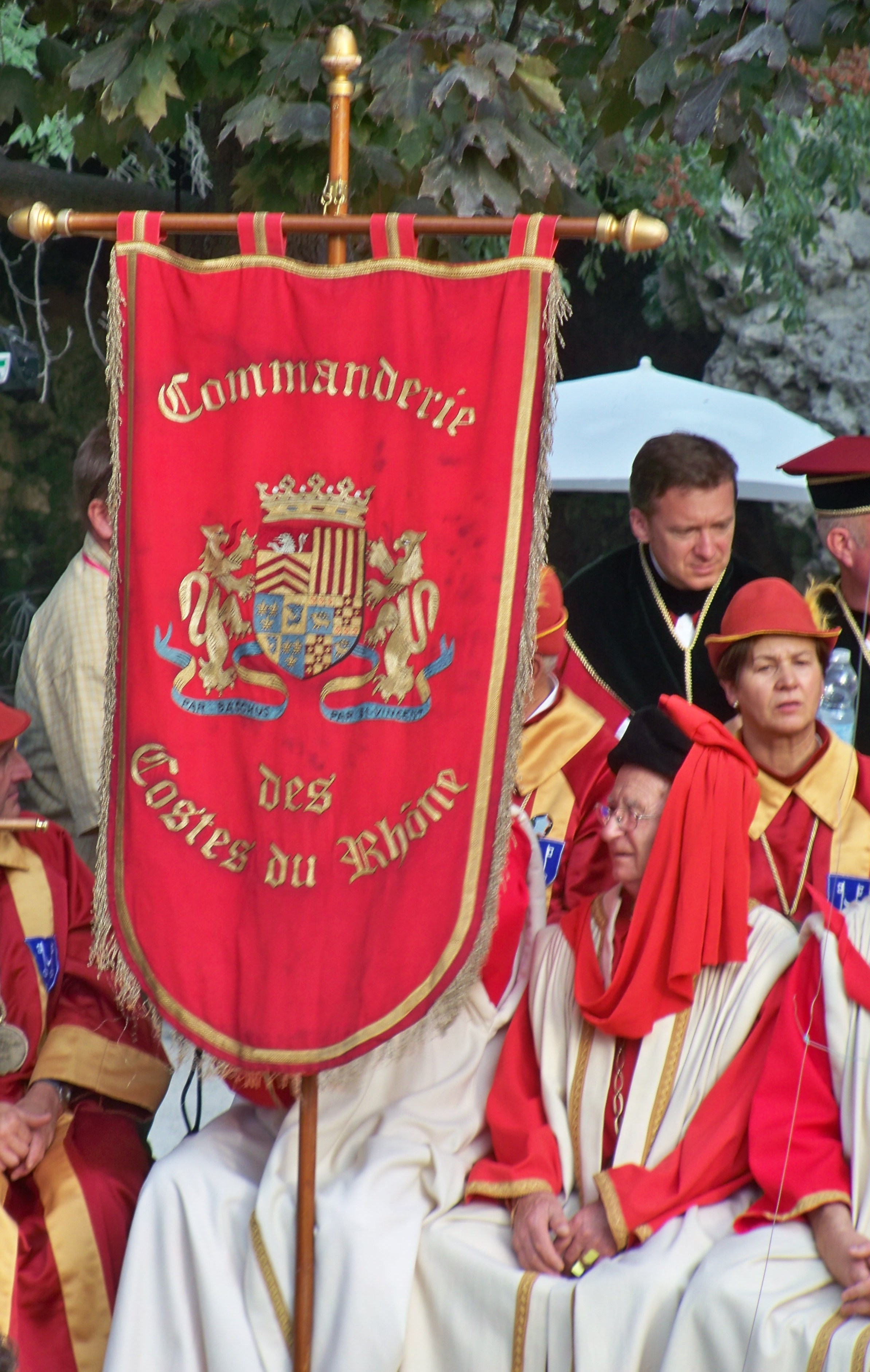
Bannière de la Commanderie des Costes du Rhône

La Commanderie des Costes du Rhône est une confrérie vineuse, fondée en 1973, à Rochegude, et succède aux « vénérables et antiques confréries » locales, comme celles de Saint-Vincent, de Sainte-Cécile, Tulette, Vaison-la-Romaine et Villedieu ou Visan.  
Elle regroupe toutes les communes vigneronnes de la Vallée du Rhône qui produisent des Crus (Beaumes de Venise, Cairanne, Châteauneuf du Pape, Gigondas, Rasteau, Vacqueyras, Vinsobres, Tavel, Lirac, Côte Rôtie, Condrieu, Saint Joseph, Hermitage, Crozes Hermitage, Cornas, Saint Péray, Château Grillet), de Côtes-du-rhône villages ou de Côtes-du-rhône régionale. Son activité est aujourd'hui nationale et internationale.   
Elle a son siège au Château de Suze la Rousse.  

## Historique
La commanderie se veut similaire aux confréries Saint-Vincent qui sont fondées dans le courant du XVIIe siècle. Pourtant ni leur rôle ni leur but n'étaient la glorification de leur métier et de leur production. Comme toute confrérie à caractère religieux, ces confréries mères sont le reflet du rigorisme, de la naïveté et de la pruderie de leur époque. Elles forcent leurs adhérents à la « charité et à autres choses pieuses autorisées », doivent exclure de leurs rangs ceux qui « auront juré Dieu, blasphémé, ou dit des malédictions contre leur femme et leurs enfants » et dénoncer au Bayle de leur confrérie « ceux qui auront dit des paroles deshonnêtes devant des femmes ou des filles ou qui seront devenus publiquement scandaleux ». 

### Confrérie Saint-Vincent de Sainte-Cécile
La confrérie Saint-Vincent des vignerons et des jardiniers est fondée en 1643. Deux décennies plus tard, en 1664, elle obtient d'Alexandre Fabri, évêque d'Orange, un certain nombre de libertés dont celle de pouvoir quêter dans l'église paroissiale lorsque le mois aurait cinq dimanches. Ses membres peuvent aussi faire procession lors de la fête de leur saint patron, le 22 janvier. Cette confrérie est supprimée, au cours de la Révolution après l'adoption de la Loi Le Chapelier, interdisant les corporations.

### Confrérie Saint-Vincent de Tulette
Dans le besoin de se regrouper, le premier acte des vignerons est de demander, en 1640, à Joseph Marie de Suarès, évêque de Vaison, le droit « d'établir un autel à l'église paroissiale sous le titre de saint Vincent, avec indulgence de 40 jours à toutes les fêtes du saint ».
La confrérie se constitue le 25 juin 1646, avec la bénédiction de Joseph Marie de Suarès, elle est dirigée par un Bayle, qui a sous ses ordres un trésorier quêteur collecteur et un sacristain. À ses côtés, est placé un Protecteur, choisi lors des élections annuelles des officiers de la confrérie, ce notable jouant un rôle de contre-pouvoir et de conseiller. Dans les statuts, il est fait obligation à tous les confrères de communier lors des fêtes carillonnées et à celle de saint Vincent. De plus, ils doivent s'abstenir de . La confrérie vit de « ses cotisations, es sommes perçues aux élections, des amandes, quêtes et dons ». Sa première bannière est réalisée en 1658 et huit ans plus tard elle est ornée d'une croix. En 1703, son Bayle commanda un tableau représentant saint Vincent entouré de saint Just et de saint Fiacre. Sa dernière réunion eut lieu en 1790.

### Confrérie Saint-Vincent de Vaison
Dans la cathédrale de la ville haute, en 1645, est fondée une « dévote confrérie sous le titre de monseigneur Vincent ». Pour en faire partie, il est exigé d'être « bon catholique et croyant ». La confrérie a à sa tête un prieur, choisi parmi les membres du clergé, et un Bayle qui ne peut refuser sa charge et se doit, pendant l'année de sa charge, de faire respecter et observer les statuts et en particulier de « prier Dieu pour l'augmentation de la foi catholique ». La fonction de prieur est assumée, en 1686, par le capistol, doyen du chapitre de la cathédrale, en 1696, par l'archidiacre et, en 1709, par le sacristain. Comme les confrères n'ont pas de chapelle spécialement dédiée à leur saint patron, ils élisent domicile dans celle de l'Ange gardien. Leur objectif, comme il est inscrit en exergue sur une page de garde de leur livre de compte, se résume en cette maxime « Si nous vouons être de véritables confrères de saint Vincent, il faut que nous imitions sa vie ». 
| Année             | 1645 | 1691 | 1710 | 1751 | 1789 | 1791 |
| ----------------- | ---- | ---- | ---- | ---- | ---- | ---- |
| Nombre de membres | 180  | 87   | 82   | 101  | 75   | 41   |

### Confrérie Saint-Vincent de Villedieu
Fondée en 1676, cette confrérie est dirigée par des recteurs dont un Bayle, deux auditeurs de comptes et deux maîtres de cérémonie. Leur renouvellement se faisait chaque année, le 22 janvier, date de la saint Vincent, après une messe. Les anciens recteurs remettent aux nouveaux élus la cassette contenant l'argent de la confrérie, la caisse en sapin où sont entreposés les cierges ainsi que le bassin, plateau de cuivre qui sert aux quêtes. Par ses livres de comptes, dont celui de 1712, il apparaît que la confrérie tire d'importants bénéfices grâce à son jeu de quilles. Ses revenus sont toujours assez importants puisqu'elle peut financer la venue de violonneux pour la fête du saint en 1689 ou faire complètement réaménager sa chapelle en 1736. Son ultime réunion est celle du 22 janvier 1793. La confrérie Saint-Vincent de Villedieu semble donc être l'une des dernières à s'être réunie dans le Comtat Venaissin sinon en Provence en cet an II de la République. Les idées républicaines ont germé dans les têtes des confrères puisque l'ancien Bayle est dénommé le citoyen Perrin et le nouveau le citoyen Veivier, tandis que le terme de confrérie laisse place à celui d'œuvre.

### Confrérie contemporaine

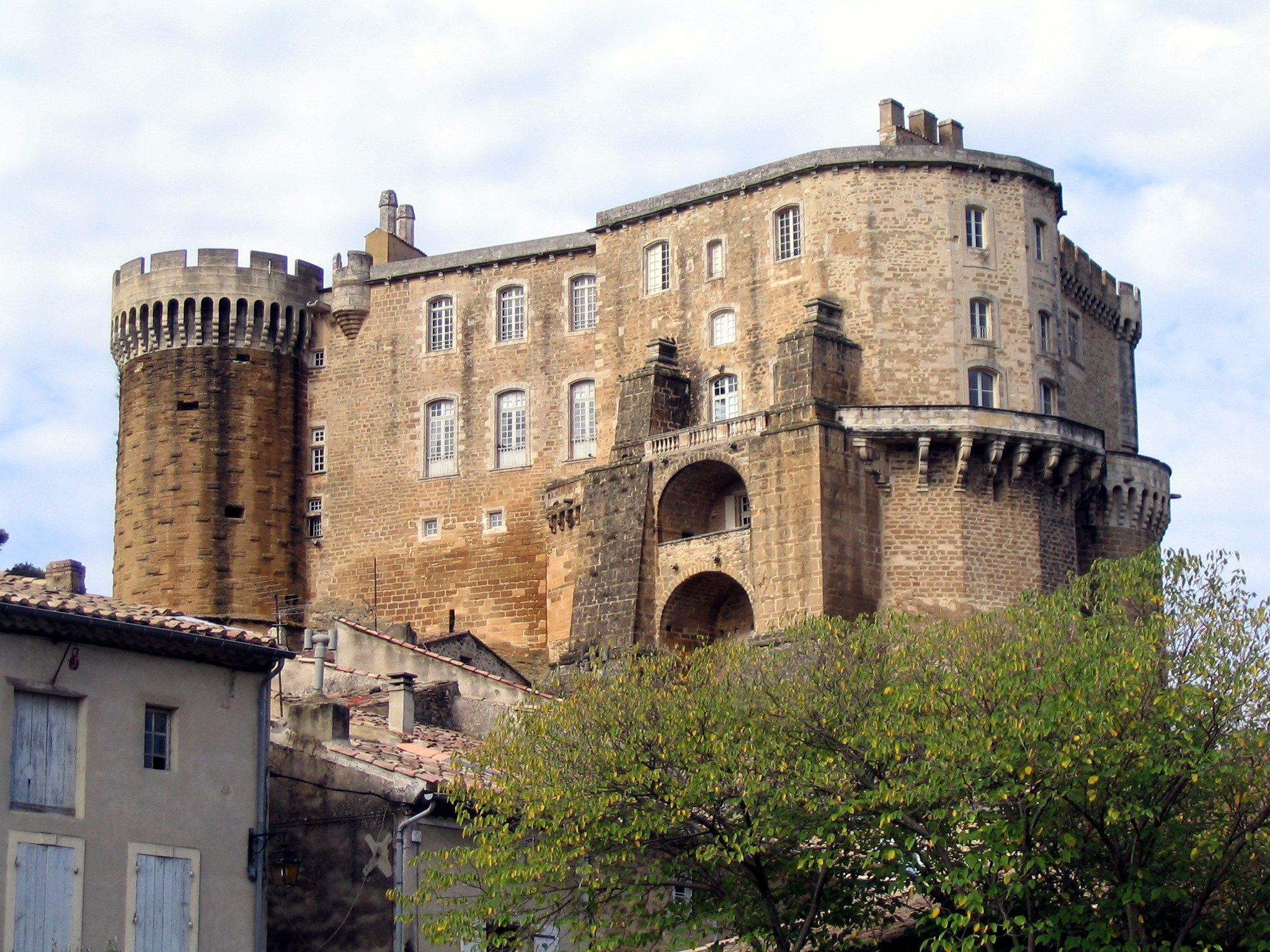
Château de Suze-la-Rousse, siège de la Commanderie

L'idée de relancer une confrérie commune à tous les vignerons des terroirs viticoles du Vaucluse, du Gard,de la Loire et de la Drôme est formalisée par leurs représentants le 5 février 1973. Il est décidé de convoquer une assemblée générale constitutive le 11 mai 1973. Le petit noyau initial ne tarde pas à s'étoffer et les vignerons adhérèrent, au niveau de leurs différents syndicats, à Bouchet, Nyons, Rochegude, Rousset-les-Vignes, Saint-Maurice-sur-Eygues, Sainte-Cécile-les-Vignes, Villedieu, Saint-Pantaléon-les-Vignes, Buisson, Suze-la-Rousse, Tulette, Vaison-la-Romaine, Vinsobres et Cairanne. Pour ce faire, le syndicat des vignerons de cette AOC décide de mettre en sommeil sa propre confrérie, Li Coumpagoun de la Souco. 

## Composition et fonctionnement

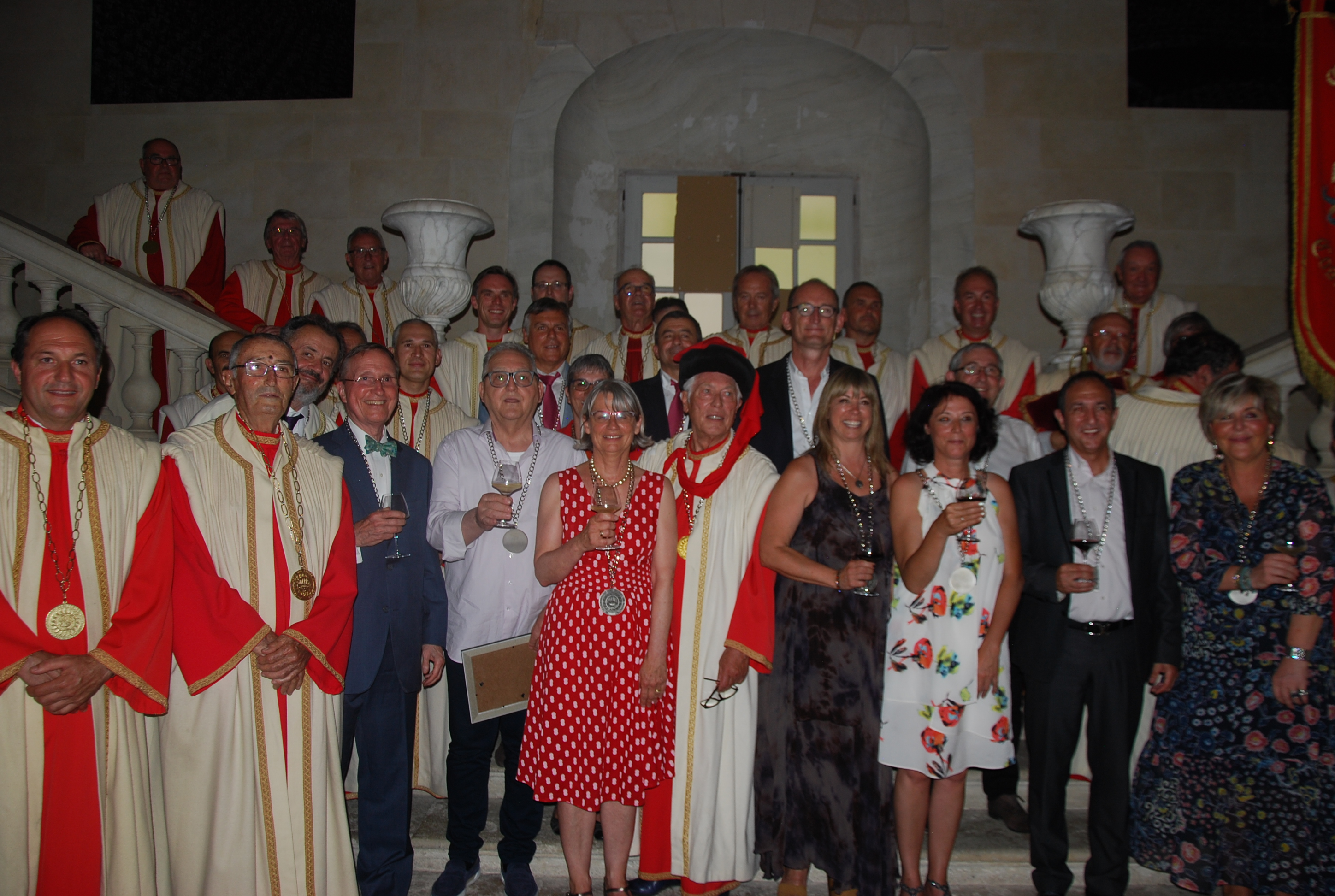
Chapitre d'été - 29 juin 2019 à Suze la Rousse

La Confrérie prend dès lors le nom de « Commanderie des Costes du Rhône » et choisit comme lieu de résidence le château de Suze-la-Rousse où siège déjà l'université du vin. Elle est composée de membres à vie, les Commandeurs du Grand Conseil et d'un conseil d'administration qui nomme en ses membres un Grand Maître, un Chancelier, un Vinothécaire, un Grand Argentier, un Épistolier et un Héraut . La commanderie doit convoquer une assemblée annuelle. Un chapitre annuel a lieu l'été au siège, d'autres chapitres extraordinaires peuvent être convoqués en fonction des besoins ou nécessité. Le premier Grand Maître est Max Aubert (de 1973 à 2001), Patrick Galant lui succède depuis.

### Tenue d'apparat

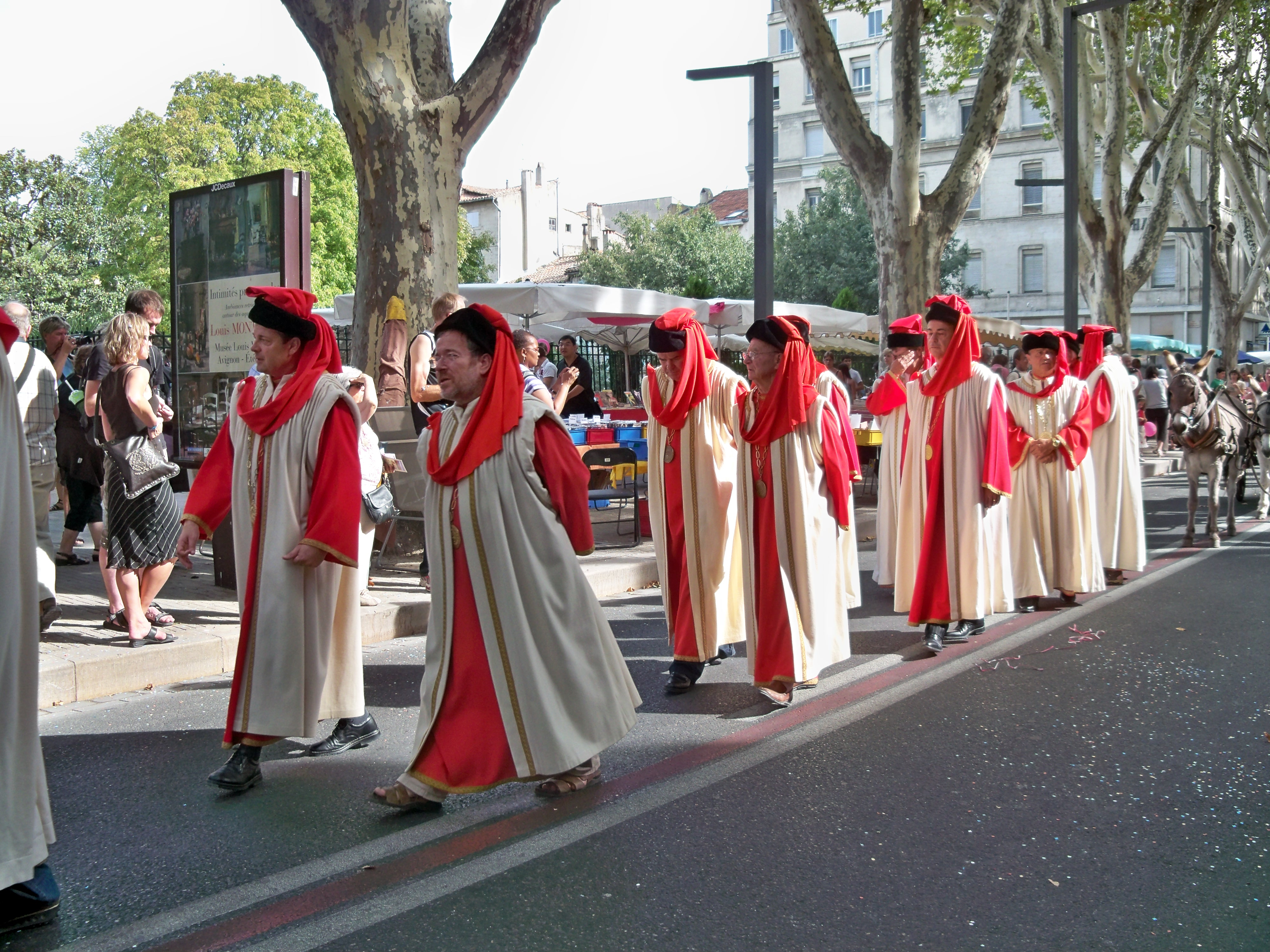
Défilé de la Commanderie des Costes du Rhône

Les membres de la commanderie portent une ample tunique rouge aux manches bordées d'or, recouverte en partie d'un manteau blanc sans manche à liseré d'or. Ils sont coiffés d'une toque rouge et noire à la Valois. Seuls les commandeurs du Grand Conseil portent en sautoir une médaille d'or. Leur bannière rouge, frangée d'or, est blasonnée en son centre des armes écartelées des différentes communes fondatrices. Elle porte, brodées en lettre d'or, « Commanderie des Costes du Rhône » et, dans une flamme bleue sous le blason, est inscrite la devise d'intronisation « Par Bacchus et par saint Vincent ».

### Intronisation
La commanderie a vocation d'introniser en son sein des impétrants qu'elle désire honorer et qui s'engagent à défendre l'appellation. Au cours d'une cérémonie, elle leur remet, en gage de reconnaissance, une médaille argentée, un parchemin enluminé marqué à ses armes et au nom du récipiendaire, après que le grand Maître appelle sur eux, la bénédiction de Bacchus et de saint Vincent. Elle a notamment reçu en son sein : Pierre Arditi, Michel Beaune, Luc Besson, Jean-Claude Bourret, Michel Hidalgo, Guy Ligier, Francis Lopez, Charly Mottet, Henri Pescarolo. Elle a intronisé entre autres, Christophe Castaner, François Bayrou, Nicolas Sarkozy, Guillaume Sarkozy, Didier Gustin, Gérald Dahan, Laurent Gerra, Claire Nebout, Clémentine Célarié, et le rappeur K.Maro.

### Baronnies à l'étranger
Au cours des quarante cinq dernières années[Quand ?], la commanderie crée onze baronnies, dans le Palatinat, à Montréal, à Québec, à Drummondville, à Liège, à Gand, à Montreux, à Philadelphie, à New York, à Séoul et Shanghai. Sur place, un(e) consul représente le Grand Maître.

### Goutillonage
Créé en 1988, à l'initiative des membres de la commanderie et de Pierre Charnay, inspecteur régional de l'INAO, le "Goutillonage" est un label de qualité accordé par un jury de dégustateurs professionnels à des côtes-du-rhône jugés d'être les plus dignes de représenter l'appellation. Ce certificat de qualité est une garantie de la haute qualité des vins qui ont reçu cette reconnaissance. Depuis 2003, trois nouveaux habillages de la sélection distinguent les bouteilles des vins goutillonés. Cette labellisation est abandonnée en 2018. 

### Ambassadeur
La Commanderie des Costes du Rhône crée en 2018 le titre d’« Ambassadeur de la Commanderie des Costes du Rhône pour la promotion des vins de la Vallée du Rhône ». Ce titre honorifique a pour but de « distinguer les professionnels de l’hôtellerie et de la restauration et plus généralement des métiers de bouche, qui dans leur activité font la promotion, à travers le monde, du vin de notre appellation et ainsi de notre terroir, de ses traditions et de sa culture ». Le titre d’ambassadeur s’accompagne d’une plaque avec le blason de la commanderie, apposée de manière visible sur la façade de l’établissement permettant au public de l’identifier. L’ambassadeur s’engage à assurer la promotion de l’appellation auprès de sa clientèle et l’inciter à en découvrir les vins. La carte des vins de l’établissement doit comporter un grand nombre[Combien ?] des références de vins de la Vallée du Rhône. Les premiers ambassadeurs ont été désignés en 2018 pour les 45 ans de la commanderie. Ils sont présents à Hong Kong, Shanghai, à Avignon, et Marseille.

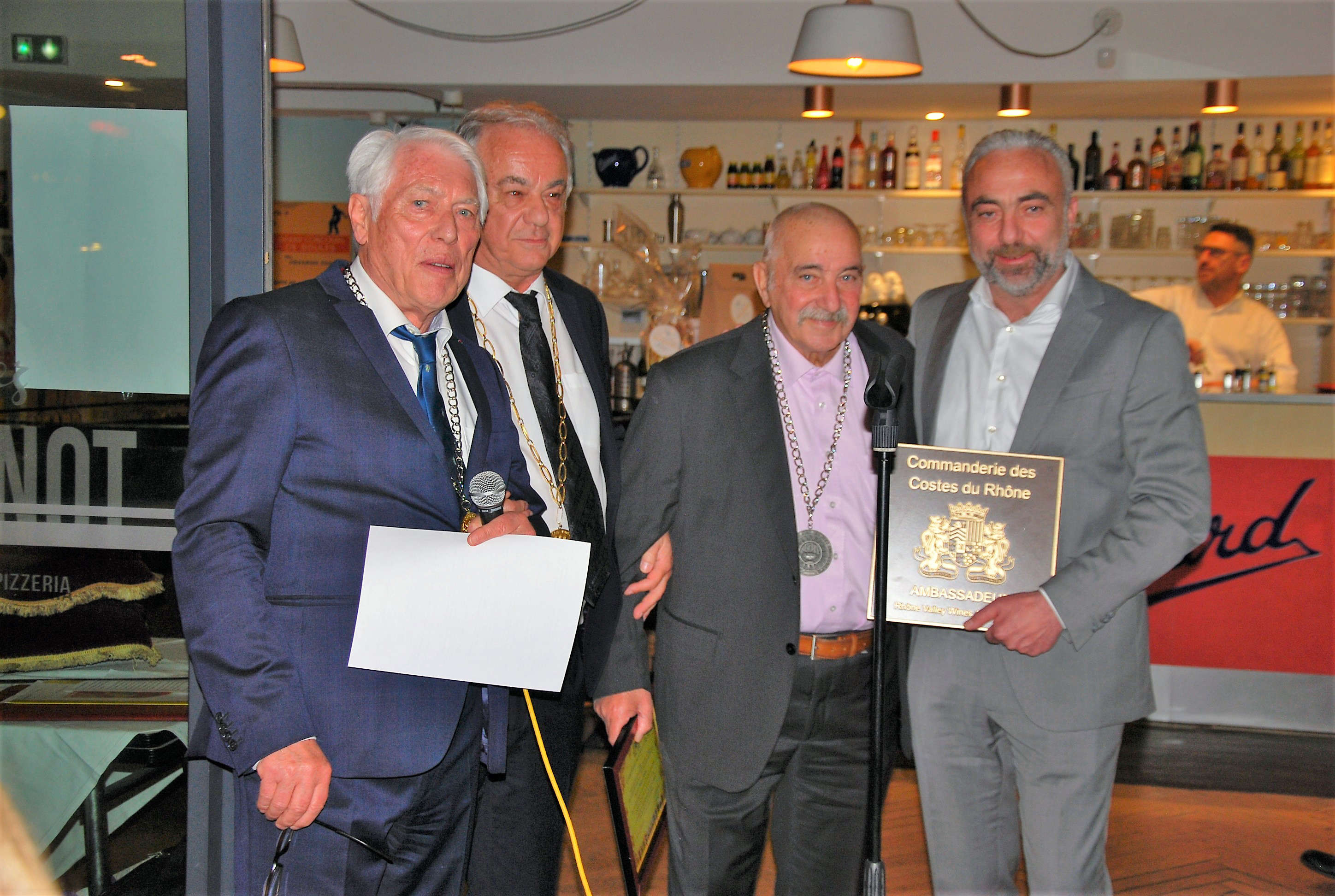
Remise de la plaque d'ambassadeur au restaurant Chez Fonfon à Marseille